# プレ・オ・クレール

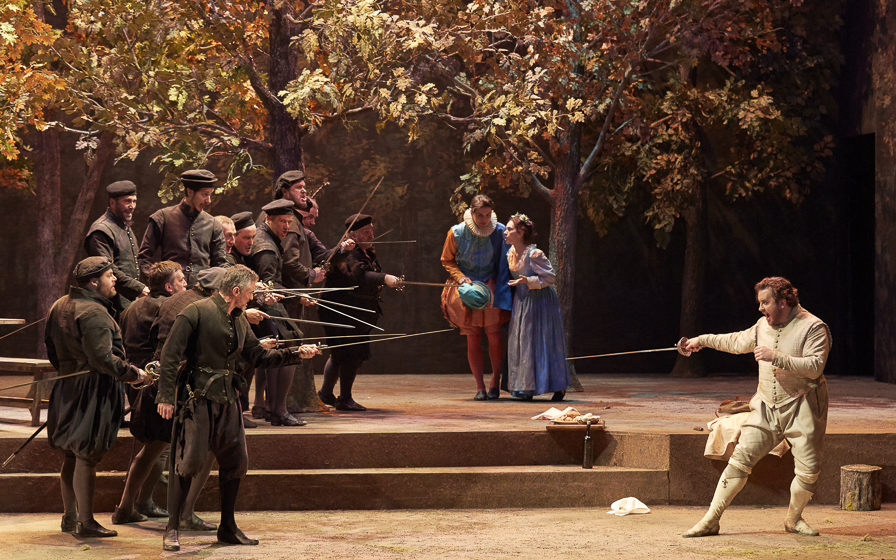
2015年のパリ・オペラ＝コミック座での蘇演時のシーン

『プレ・オ・クレール』（フランス語: Le Pré aux Clercs）は、 フェルディナン・エロルドによる全3幕からなるオペラ・コミックで、1832年12月15日にパリのオペラ＝コミック座で初演された。リブレット は1829年に発表されたプロスペル・メリメの歴史小説『シャルル九世治世年代記』が素材となっており、ウジェーヌ・ド・プラナールによってフランス語で書かれている。なお、《Pré aux Clercs》はパリ市内の決闘によく使われた土地を表す固有名詞である。エロルドのオペラ・コミックの中では『ザンパ』（1831年）と並ぶ代表作である。

## 概要

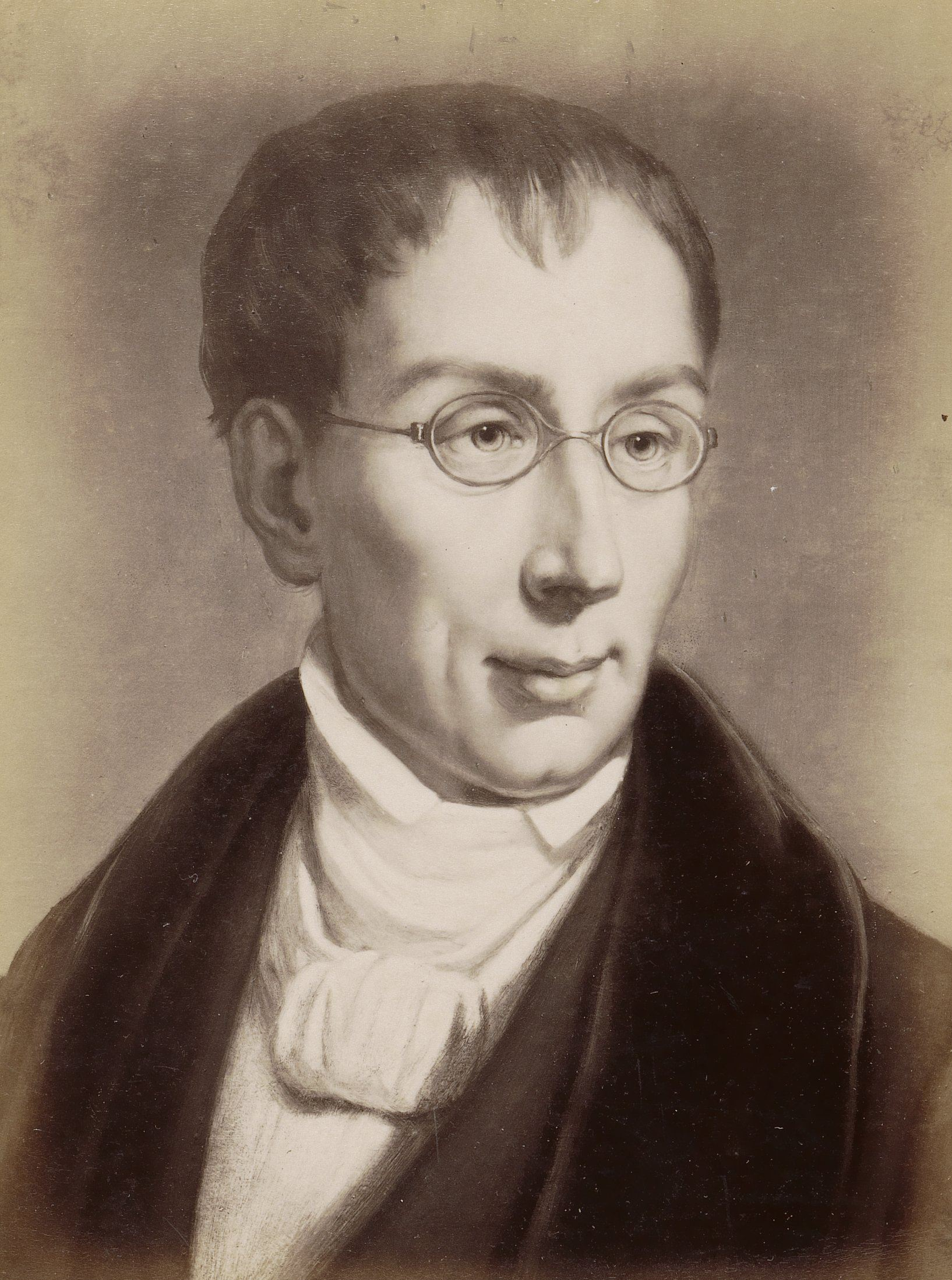
フェルディナン・エロルド

アニェス・テリエによれば、本作はオペラ・コミックというジャンルを発展させたことと、オペラ・コミックをロッシーニの影響から開放したと言う２つの点において卓越した成果を残している。しかし、エロルドは初演から約5週間後に死亡してしまい、フランス音楽界は大きな期待の星を喪失することになった。本作はオペラ・コミック座において、1949年3月の最終公演までの117年間で、1,608回の上演がなされ、オペラ・コミック座での演目としては、『カルメン』、『マノン』、『ミニョン』、『白衣の婦人』に次いで5番目に多く上演された演目となった。また、本作はパリ以外の地方都市やヨーロッパの主要都市で、１世紀以上に亘って上演され続けた。

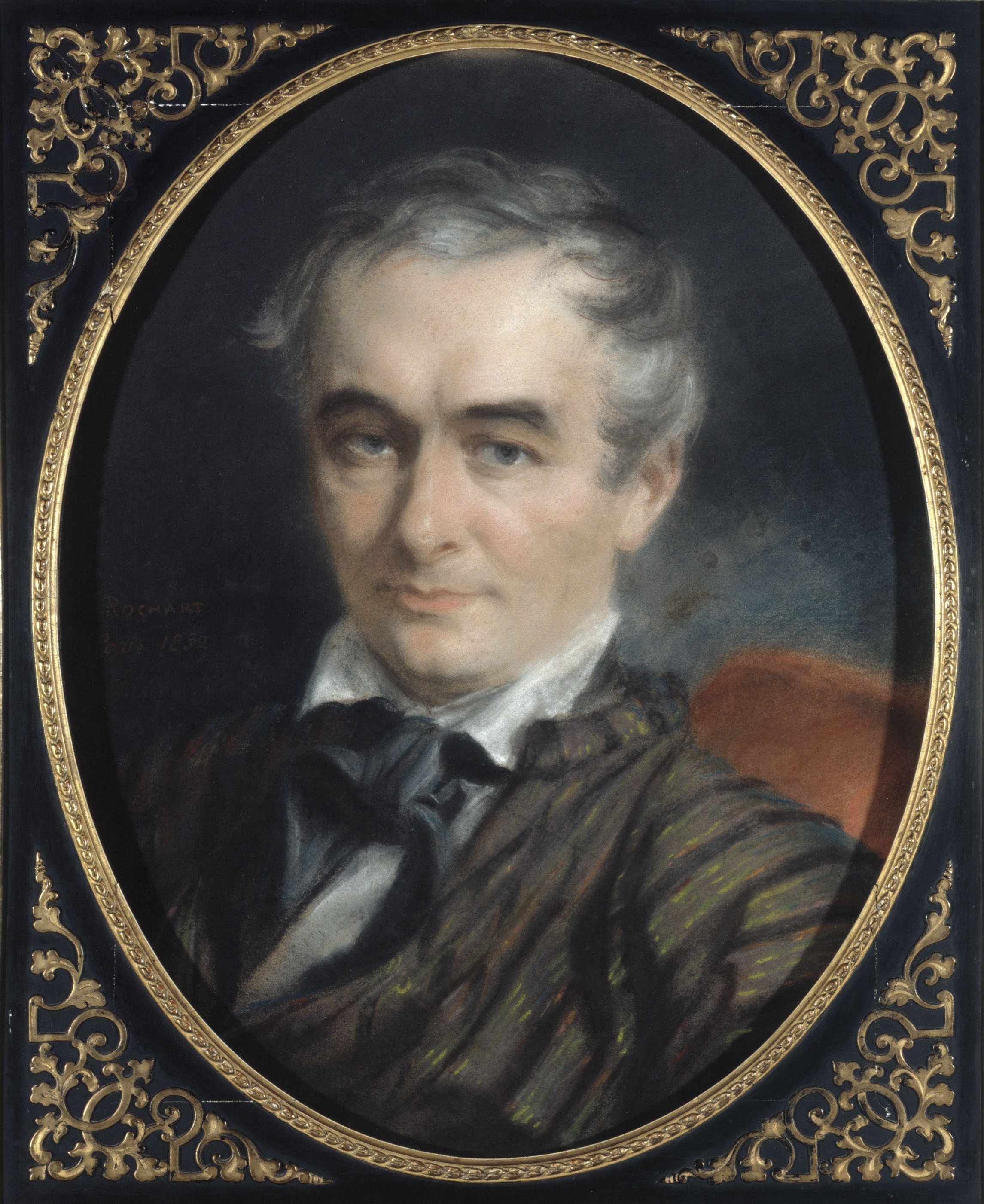
ジモン・ジャック・ロシャールによるプロスペル・メリメ

マイアベーアの『ユグノー教徒』の前触れとなったこの作品は作曲者の死の約一カ月前に上演され、大成功を収めた。この作品の美学はオペラ・コミックとグランド・オペラの境に位置する。アリアと重唱の豊かな表現は力と迫力だけでなく、才気溢れる巧みな楽器編成という点においても優れている。
本作は、特に傑作が豊富な時代に属している。 この 10 年は、オベールの『フラ・ディアヴォロ』 (1830年) とエロルドの『ザンパ』（1831年）から始まり、アダンの『山小屋』 (1834年)と『ロンジュモーの御者』 (1836年)、そしてオベールの『黒いドミノ』（1837年） が続いた。 これらの作品の成功は、大規模なものであり、本作を含むそれらのいくつかは、1,000回目の公演に達した。ドニゼッティとリッチ兄弟とだけが活躍していた同時期のオペラ・ブッファと比較すると、1830年代のフランスのオペラ・コミックは際立った活力を示していたと認められる。
イギリス初演は1833年 9月9日、ロンドンのアデルフィ劇場にて、アメリカ初演は1833年 10月14日 にニューオリンズ歌劇団によって ボルティモアのホリデー・ストリート劇場にて行われた。イギリスでの再演は1985年 4月24日、ロンドンにてジョン・ルイス音楽友の会によって行われた。イギルスとアメリカでは当初より人気があり、『挑戦』（The Challenge）、『名誉の戦い』（The Field of Honor）など様々な題名で上演された。
近年の注目すべき上演としては2015年のパリ・オペラ・コミック座（3~4月）とウェックスフォード・オペラ・フェスティバル（10月）による蘇演が挙げられる。この2団体による共同制作のプロダクションは録音された。

## 音楽
ジェラール・コンデによれば『プレ・オ・クレール』は非常にオペラ・コミックらしい音楽で、ジュール・ジャナンが指摘したようにアダンの音楽を想起させる。確かに、本作は『白衣の婦人』、『フラ・ディアヴォロ』、『オリー伯爵』、さらには『魔弾の射手』の影響が見て取れるが、同様に将来の予告を見出だすことも可能である。 『恋愛禁制』の序曲、『ユグノー教徒』の乱痴気騒ぎ、『椿姫』の舞踏会シーン、アンブロワーズ・トマのやや品のない２拍子系のモチーフは、エロルドのものをモデルにしているようだ。 ある程度、派生的部分があることは疑いの余地がないものの、本作の楽譜は、次の半世紀に亘ってレシピ本としての役割を果たした。アレクサンドル・シャルル・ルコック、オッフェンバック、ルイ・ヴェルネー、エドモン・オードラン、そしてビゼーさえもが参照したのである。
また、「第2幕の3重唱については「貴方はずっと私に言い続けていた」（Vous me disiez sans cesse）はアイデアの質というより音楽の律動によって演技の進行を支える手腕が感銘深い。というのも、コミカルな軽い声質のテノールと2人のソプラノの組み合せにより声楽的な不均衡が生じる危険性が不可避なのである」と指摘している。
グラウトは「テキスト、音楽の両方で『ザンパ』より一層、一貫性をもち、統一のある本作はボワエルデューの『白衣の婦人』と人気を競い、パリで40年の間に1，000回近くも上演された。エロルドのスタイルは彼自身の格言〈リズムがすべてなり〉の最上の例である。彼の音楽はオベールよりいっそう男性的で、旋律はほとんど例外なく小節の第一拍から始まり、アクセントが強く、シンコペーションや半音階的前打音が多く、短六度の調関係や、さらに遠隔調への突然の変化が特徴である。あらゆる効果はそれを聴衆に聞き洩らさせまいとダメ押しするように何度も繰り返される。時には、コロラトゥーラのパッセージがあらわれる。よく見られる手法（ロッシーニにも見られるが）は、オーケストラが旋律を受け持っている間に声が一つの音を続けて多数のシラブルを歌うやり方である。一方、抒情的な旋律はエロルドには珍しい」と指摘している。

## 登場人物
| 人物名                                         | 声域     | 原語                  | 役柄                             | 1832年12月15日初演時のキャスト 指揮者： アンリ・ヴァレンチノ                         |
| ---------------------------------------------- | -------- | --------------------- | -------------------------------- | ------------------------------------------------------------------------------------ |
| メルジ男爵                                     | テノール | Baron de Mergy        | ナヴァラの男爵                   | エティエンヌ=ベルナール=オーギュスト・テナール （Étienne-Bernard-Auguste Thénard）   |
| マルグリット・ド・ナヴァール                   | ソプラノ | Marguerite de Navarre | マルグリット・ド・ヴァロワのこと | マリー=ソフィー・カロー=ポンシャール （Marie-Sophie Carrault-Ponchard）              |
| コマンジュ公                                   | バリトン | Comte de Comminges    | カトリック教徒の勇猛な剣士       | ルイ=オーガスタン・ルモニエ （Louis-Augustin Lemonnier）                             |
| イザベル・モンタル                             | ソプラノ | Isabelle Montal       | ベアルンの若い伯爵夫人           | アルフォンジーヌ=ヴィルジニー=マリー・デュボワ （Alphonsine-Virginie-Marie Dubois ） |
| カンタネッリ                                   | テノール | Cantarelli            | イタリア人の宮廷の祭典の監督官   | フェレオル （Louis Féréol）                                                          |
| 監視役免除者                                   | バス     | Un exempt du guet     | 警備職務を解かれた騎兵下士官     | ファルグイユ （Fargueil）                                                            |
| 伍長                                           | テノール | Le Brigadier          | 軍の将校                         | ジェノ （Génot）                                                                     |
| 二人の射手                                     | バス     | Deux Archers          | －                               | －                                                                                   |
| 合唱：住民たち、兵士たち、射手たち、宮廷の人々 |          |                       |                                  |                                                                                      |

## 楽器編成
- 木管楽器: ピッコロ1、フルート1、オーボエ2、クラリネット2、ファゴット2
- 金管楽器: ホルン4、トランペット2、 トロンボーン3
- 打楽器: ティンパニ1、ドラム、バス・ドラム、シンバル、トライアングル
- 弦楽五部

## 上演時間
第1幕:約60分、第2幕:約45分、第3幕:約25分、全幕で約2時間10分

## あらすじ
時と場所： 1582年のフランスのエタンプ、ルーヴル宮殿、プレ・オ・クレール
背景：サン・バルテルミーの虐殺から 10 年後の1582年、ヴァロワ朝の治世は終わりを告げた。 アンリ3世は、弟のシャルル9世の後を継いだ。 妹のマルグリット、有名な王妃マルゴは、王妃の母親であるカトリーヌ・ド・メディチの政治に仕えるため、ルーヴル宮殿に戻ってきた。 ナヴァラの王である彼女の夫アンリは、フランスの王位継承者としての地位を固めていた。

### 第1幕
エタンプにある宿屋の大広間

ニセットの友人たち

王室の狩猟の場であるエタンプでは、逢引きと決闘で知られるパリの有名なプレ・オ・クレールの居酒屋のであるギローとニセットの婚約を祝ってパーティーが催されている。民衆は浮かれる〈合唱〉「なんて素晴らしい祝いの日！」（Ah! Quel Beau jour de fête）。次に、ギローとニセットが〈2重唱〉「高貴な人々との会合」（Les rendez-vous de noble compagnie）を陽気に歌う。そこへ、ユグノー教徒のメルジが現れて、小気味よいコロラトゥーラ・アリア「おお！私の優しい友よ！」（Ô ma tendre amie）を歌い、親近感を表す。パーティーは、紳士メルジを襲う王家の騎手によって妨害され、場は緊張するが、カンタレッリが現れ、場を鎮めると騎手たち立ち去る。メルジ男爵は宮廷の祭典の監督官であり、イザベルの家庭教師でもあるカンタレッリに会う。カンタレッリはメルジとの思いがけない再会に驚く。メルジはベルジュラックの包囲戦の間、イタリアの廷臣カンタレッリを助けた。この功績により、メルジはアンリ3世のナヴァラの大使としての役割を任されている。メルジは平和の使者として、ナヴァール王のアンリ3世への手紙を持ってやって来たのだと説明する。ナヴァール王は彼の妻マルグリットと侍女のイザベルを呼び寄せるために、メルジ男爵を遣わしたのだった。カンタレッリはプロテスタントのイザベル・ド・モンタルに関する貴重な情報をメルジに知らせる。マルグリットはニセットの名付け親である。ナヴァラ王アンリ4世の妻でフランス王アンリ3世の妹であるマルグリットは、ルーヴル宮殿に2人の権力者間の和平の人質として拘留されていたのだった。マルグリットにはベアルンの伯爵夫人イザベル・ド・モンタルが付き添っていたが、イザベルにとってはパリでの宮仕えは息苦しいものだったので、故郷に帰ることを望んでいた。イザベルを愛していたメルジは、勇猛な剣士であるカトリック教徒のコマンジュがしつこく言い寄って来るのに抵抗していることを知る。すると、角笛が鳴り、王の狩りの一行が近づいて来る。メルジとカンタレッリが分かれると、コマンジュがカンタレッリのところにやって来る。メルジが狩りの様子を観察している間、コマンジュはブルターニュ出身の若い士官から決闘を申し込まれ、彼を殺すために王室の狩猟の供をするはずだった時間を浪費してしまったことに憤慨しているとカンタレッリに話す。森での王の狩猟の一行に出くわしたマルグリットとイザベルは狩猟の一隊に加わることになる。マルグリットはイザベルのところに来て、二人だけになると、母親である女王を不快にさせるような悲しみを隠すように彼女に促す。イザベルは悲しみに自制心を失い、昔を思い出し〈ロマンス〉「少女時代の思い出」（Souvenirs du jeune âge）を歌う。さらに、王がイザベルをコマンジュと結婚させたいと思っていることを知らされて、驚愕したイザベルが蒼白になって涙を流すので、コマンジュもメルジも同様に心惹かれる。メルジは大使としての地位によって保護されていると紹介されるが、コマンジュはメルジとイザベルとの関係を怪しく思い始める。マルグリットはニセットとの再会を喜び、ニセットとギローを優雅に歓待する。1幕の最後は軽快で優雅な〈フィナーレ〉「ナヴァラにて」（À La Navarre）で締めくくられる。女王が退出すると、皆はこれに続き、心が重いメルジだけが立ち止まって、打ちひしがれたイザベルの後ろ姿を名残惜しそうに見つめるのだった。

### 第2幕
ルーヴル宮殿の大広間

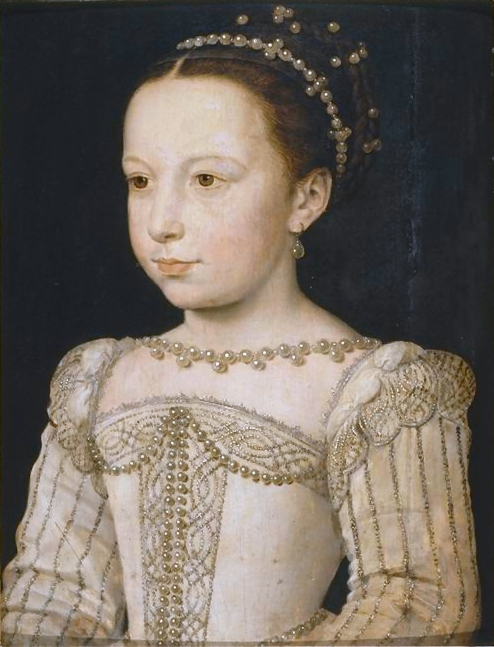
フランソワ・クルーエによるマルグリット・ド・ヴァロワ

2幕はヴァイオリン協奏曲風の拡大された間奏曲で導入される。イザベルはメルジへの愛を〈アリア〉「幼年期の日々」(Jours de mon enfance) を歌う。一方、マルグリットは王に、イザベルはコマンジュの貞節と確かな愛情を確認したいので、もっと時間が欲しいと巧みに話したが、王の怒りを買ってしまい、マルグリットは憤慨して、舞踏会には出ないと言い残して部屋を出た。ルーヴル宮殿で、ある祝賀会の夜、マルグリットはニセットとカンタレッリと相談して、イザベルとメルジを秘密裏に結婚させ、ナヴァラへの逃亡を確実なものにする計画を立てている。結婚式は、ニセットとギローのそれと同時に、プレ・オ・クレールの礼拝堂で行われるように予定されている。マルグリットはカンタレッリに夜の仮面舞踏会の準備をさせる。皆は「あ！ この熱狂の日に何という喜びでしょう!」（Ah ! Quel plaisir dans ce jour de folie !）と合唱する。 この仮面舞踏会には、マルグリット、ニセット、ギローたちの招待客が参加する。仮面舞踏会の間、カンタレッリはメルジをマルグリットの部屋に連れて行き、そこで彼らを田舎の教会に逃亡させる。しかし、コマンジュは疑惑を抱き、カンタレッリに問い質す。コマンジュはカンタレッリに騙されて、恋愛の関係はメルジとマルグリットの間にあると信じ込まされる。しかし、アンリ 3 世からのメッセージが届き、マルグリットとイザベルはナヴァラに戻らず、イザベルはコマンジュと結婚し、メルジには帰国するよう命令されている。カトリック教徒たちは彼らの喜びを爆発させます。自暴自棄になったメルジはコマンジュに決闘を申し込む。戦いは翌日のプレ・オ・クレールで行われる。それにもかかわらず、ニセットはメルジに、マルグリットはニセットとギローの後に結婚させるという彼女の計画に変わりはないと告げるので、若い恋人たちにわずかな希望を残して幕が下りる。

### 第3幕

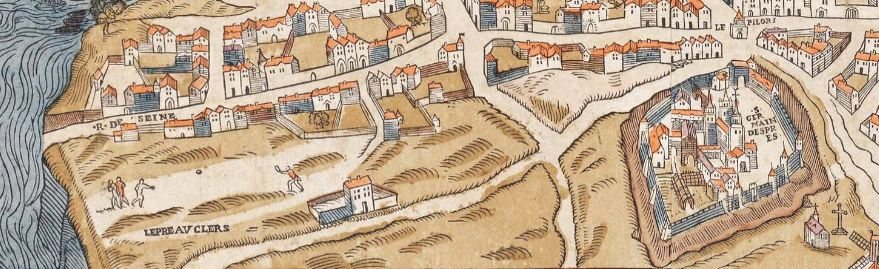
プレ・オ・クレール地区
決闘者の待ち合わせ場所であるプレ・オ・クレールでは、ニセットが合唱を伴った〈ロンド〉「花の盛りの年頃に」（À la fleur du bel âge）で、自らの幸福を歌うと、ニセットとギローの結婚式が執り行われる。同時に礼拝堂ではメルジとイザベルが密かに結婚式を挙げた。目論見の円滑な進行を保証するマルグリットの命令で、カンタレッリはメルジとイザベルの逃亡のために通行証を持って到着し、コマンジュとメルジとの決闘の付添人として行動するために出発する。最初コマンジュは陽気で自信に満ちていたが、決闘の最中に、カンタレッリが自分に嘘をついていたのであり、メルジが愛しているのはマルグリットではなくイザベルであることを知り、彼らが既に結婚してしまったことを知らされると、彼はさらに激怒する。 コマンジュはメルジに倒され、遺体はボートに乗せられ、シャイヨー宮に運ばれ、修道士たちに受け取られる。殺された男の死体を乗せたボートが通り過ぎるのを見て、イザベルは恐怖にたじろぐ。皆はメルジが殺されたと信じていた。しかし、結果は予想に反してメルジが勝利したというので、勝利の喜びは結婚式の喜びと結びつき、飲めや歌えの大騒ぎとなる。イザベルとメルジはカンタレッリを案内役としてナヴァラに去り、ハッピーエンドとなる。

## 主な録音・録画
| 年   | 配役 イザベル マルグリット・ド・ヴァロワ ニセット メルジ コマンジュ カンタレッリ                                                     | 指揮者、 管弦楽団および合唱団                                              | レーベル                                    |
| ---- | --- | -------------------------------------------------------------------------- | ------------------------------------------- |
| 1959 | ドゥニーズ・ブルザン ベルト・モンマール クロディーヌ・コラール ジョゼフ・ペロン カミーユ・モラーヌ ガストン・レイ                    | ロベール・ベネデッティ フランス放送リリック管弦楽団 フランス放送合唱団     | CD: Malibran EAN : 7600003772138            |
| 2015 | マリー=エヴ・ミュンジェ マリー・ルノルマン ジャンヌ・クルゾー マイケル・スパイアーズ エリック・ユシェ エミリアーノ・ゴンザレス・トロ | ポール・マクリーシュ リスボン・グルベンキアン管弦楽団 グルベンキアン合唱団 | CD:Ediciones Singulares EAN : 9788460892243 |